# Norbert R. Morgenstern
Norbert Rubin „Nordie“ Morgenstern (* 25. Mai 1935 in Toronto) ist ein kanadischer Bauingenieur für Geotechnik.

## Leben
Morgenstern studierte an der University of Toronto, wo er 1956 seinen Bachelorabschluss machte, und danach am Imperial College in London, wo er bei Alec Skempton promoviert wurde und ab 1960 als Lecturer lehrte. 1968 wurde er Professor für Bauingenieurwesen an der University of Alberta.
Morgenstern befasste sich unter anderem mit Böschungsstabilität wobei er mit Alan W. Bishop zusammenarbeitete, und Erdrutsche, mit Dämmen (weltweit war er an über 140 Dammprojekten beteiligt), speziellen geotechnischen Problemen in Kanada (Permafrost, Ölsande, Bergbau-Rückstände und Minen, Pipelines) und im Offshore-Bereich.
Er ist seit 1975 Fellow der Royal Society of Canada und der Canadian Academy of Engineering. Er erhielt 1991 den Alberta Order of Excellence. 1989 bis 1994 war er Präsident der International Society for Soil Mechanics and Geotechnical Engineering. Er war Mitglied der National Academy of Engineering. 1981 war er Rankine Lecturer und 1992 Terzaghi Lecturer. 1971 erhielt er den Walter Huber Forschungspreis der American Society of Civil Engineers und 1979 den Legget Award, die höchste Auszeichnung der Canadian Geotechnical Society.
Er untersuchte unter anderem den Mount-Polley-Dammbruch von 2014.